# Видлер, Генрих
Генрих Видлер (нем. Heinrich Wydler; 24 апреля 1800, Цюрих — 6 декабря 1883, Гернсбах, Германия) — швейцарский ботаник, доктор медицинских наук и учитель естествознания.    

## Биография
Генрих Видлер родился в городе Цюрих 24 апреля 1800 года. Его научные исследования были сосредоточены на ботанике. Работал учителем естествознания в частной школе. Видлер получил степень доктора медицинских наук в Базельском университете. Генрих Видлер умер в городе Гернсбах 6 декабря 1883 года в возрасте 83 лет.

## Научная деятельность
Генрих Видлер специализировался на семенных растениях.

## Научные работы
- Essai monographique sur le genre Scrophularia. 1828[3].